# 마이크로 특공대 다이야트론 5
"마이크로 특공대 다이야트론 5"(Micro 特攻隊 다이야-트론 5)는 한국에서 제작된 정수용 감독의 1985년 애니메이션, 가족, SF 영화이다.

## 성우 (언급되지 않음)
- 안정현: 철이
- 황일청: 박사

## 스탭
- 기획: 최덕수, 동남에이젠시(언급되지 않음)
- 구성: 백원기
- 총지휘: 안봉식
- 조연출원화: 박명희, 김송환, 이명섭
- 동화: 홍정표
- 선화: 박부전
- 채화: 오국희, 안인순, 김순남
- 배경: 박효식, 김원영
- 효과: 배상준
- 음악: 이종은
- 현상: 세방현상소
- 편집: 현동춘
- 녹음: 청맥녹음실
- 촬영: 김병호, 김경진
- 감독: 정수용
- 협찬: 원일모형
- 제작: (주)대광기획